# Alfred Emmott (1er baron Emmott)
Alfred Emmott, 1er baron Emmott, (8 mai 1858 - 13 décembre 1926) est un homme d'affaires britannique et un homme politique du Parti libéral.

## Jeunesse et éducation
Fils aîné survivant de Thomas Emmott, de Brookfield, Oldham, il fait ses études à Grove House, Tottenham et à l'Université de Londres. Il devient associé à Emmott et Walshall, filateurs de coton, d'Oldham.

## Carrière politique
En 1881, il entre au conseil municipal de l'arrondissement d'Oldham et est maire de la ville entre 1891 et 1892. Lors d'une élection partielle en 1899, il est élu député libéral d'Oldham, siège qu'il occupe jusqu'en 1911. C'est un siège de deux députés, et Winston Churchill, qui commence sa carrière politique là-bas, est l'autre député de 1900 à 1906.
Il est président de Ways and Means (vice-président de la Chambre des communes) de 1906 à 1911 et est admis au Conseil privé en 1908,. En octobre 1911, il est nommé sous-secrétaire d'État aux Colonies par Herbert Henry Asquith et le mois suivant, il est élevé à la pairie en tant que baron Emmott, d'Oldham dans le comté palatin de Lancastre. Il reste au Colonial Office jusqu'en 1914 et est ensuite membre du cabinet d'Asquith en tant que premier commissaire des travaux entre 1914 et 1915.
Il est également directeur du Département du commerce de guerre entre 1915 et 1919, préside la Commission royale sur la monnaie décimale entre 1918 et 1920 et est président de la Royal Statistical Society entre 1922 et 1924. Il est un homme d'église, mais son éducation à l'école des amis et son ascendance l'amènent à sympathiser avec les non-conformistes. Il est nommé dans l'Ordre de Saint-Michel et Saint-Georges en 1914 et de l'Ordre de l'Empire britannique en 1917.
Dans son approche de la politique, Emmott est un fervent partisan des réformes sociales du gouvernement. Cela s'est vu en 1910 lorsque Emmott, en réponse aux critiques conservateurs qui attaquent les libéraux comme "socialistes", rétorque que "pour autant que nous soyons allés dans le sens du socialisme, soi-disant, qu'il s'agisse de liberté et la scolarité obligatoire, que ce soit en ce qui concerne les pensions de vieillesse ou en ce qui concerne toute autre réforme, nous n'avons pas diminué, mais plutôt accru la liberté de l'individu" .

## Famille
Lord Emmott épouse Mary Gertrude, une fille de JW Lees, en 1887, et ils ont deux filles. Lady Emmott est juge de paix à Londres. En février 1926, âgé de 67 ans, Lord Emmott est décédé très soudainement d'une angine de poitrine, à son domicile de Londres, un jour où il s'était engagé à prendre la parole lors d'un rassemblement du Parti libéral. La baronnie s'est éteinte à sa mort, comme il n'a pas de fils.